# Eurytoma cleri
Eurytoma cleri är en stekelart som beskrevs av William Harris Ashmead 1894. Eurytoma cleri ingår i släktet Eurytoma och familjen kragglanssteklar. Inga underarter finns listade i Catalogue of Life.